# Sitel
Ne doit pas être confondu avec Sitel Group.
Sitel (en macédonien : Сител) est une chaîne de télévision de la Macédoine du Nord, lancée en 1993. Elle est privée et opère au niveau national depuis ses bureaux de Skopje. 
Sitel propose de l'information, des émissions culturelles et artistiques, des documentaires, des divertissements, du sport et des programmes pour enfants. Depuis la fermeture d'A1 TV en 2011, Sitel a récupéré l'audience de cette chaîne très populaire et c'est désormais la première chaîne privée du pays.